# Club Harmony (schip, 1969)

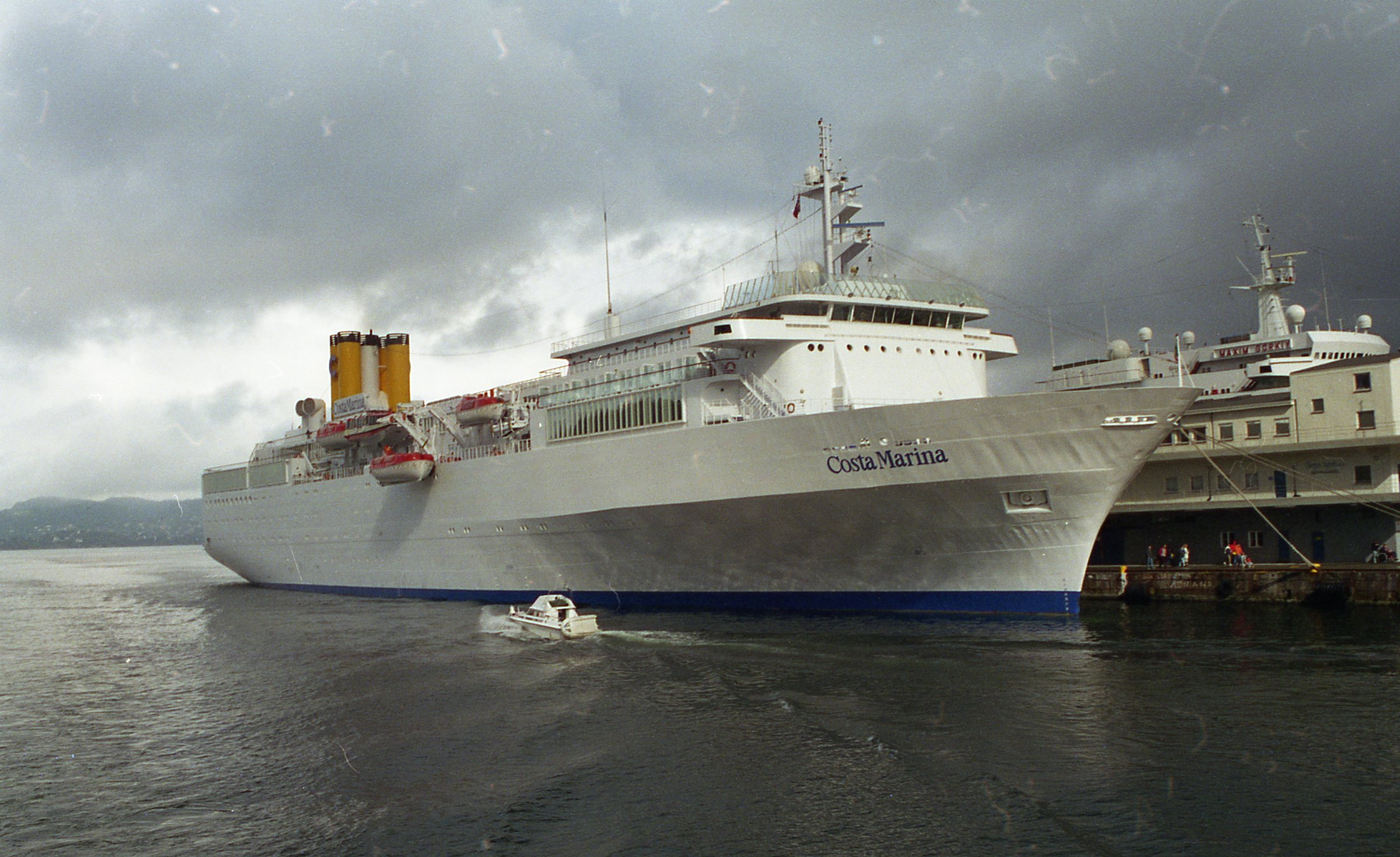
August 1994 - Costa Marina in Norway

De Club Harmony is een cruiseschip in dienst van Harmony Cruise. De Club Harmony vaart vooral op de Rode Zee.

## Geschiedenis
Het schip werd gebouwd in 1969 door Wärtsilä Turku Scheepswerf in Turku, Finland en diende als containerschip, de MS Axel Johnson genaamd, voor de Zweedse Rederi AB Nordstjernan.
In 1986 werd het schip verkocht aan Regency Cruises, met als bedoeling te worden verbouwd tot een cruiseschip, met de naam MS Regent Sun. Het kwam echter nooit in de vaart.
In 1987 werd het schip opnieuw verkocht en kreeg de naam MS Italia. De verbouwing ging weer niet door.
In 1988 werd ze gekocht door Costa Crociere, kreeg de naam Costa Marina en werd volledig verbouwd tot cruiseschip in de T. Mariotti scheepswerf in Genua. In 1990 begon de Marina voor de rederij te varen.
In november 2011 nam de rederij Harmony Cruise het schip over, die het schip de naam Harmony Princess gaf.
In 2012 kreeg ze de naam Club Harmony.